# オーチャード・スクール
オーチャード・スクール（The Orchard School）は、アメリカ合衆国インディアナ州インディアナポリスにあるインデペンデント・スクール（私立学校）。1922年に設立され、プレキンダーガーテン (pre-kindergarten) から8年生までの連続的な教育をしている。
オーチャード・カントリー・デー・スクール (Orchard Country Day School) としても知られるこの学校は、インディアナポリスの北側にあるメリディアン・ヒルズ（Meridian Hills）地区の近くにある50エーカーのキャンパスにある。2015年 - 2016年の生徒数は604人である。

## 校長
- ヒーリス・L・ハウイ
- ゴードントンプソン
- ダニエル・ヴレンベルグ
- チャールズ・クラーク
- ジョセフ・マーシャル
- トーマス・ローゼンブルス
- シェリ・ヘルヴィー

## 関係者
著名な教職員
- カレン・ペンス - アメリカ合衆国の教育学者、教師、画家、セカンドレディ（マイク・ペンス副大統領夫人、任期 : 2017年1月20日 -　）

## その他
- 日本の学校との国際交流を行っている（藤沢市立第一中学校、藤沢市立高倉中学校、湘南学園中学校・高等学校など）[2][3][4]。